# Doktrinen
Doktrinen är en svensk thriller- och dramaserie som hade premiär på TV4 och TV4 Play den 12 november 2024. Johan Lundin står för regin tillsammans med Jens Jonsson. Jonsson har även skrivit manus.
Inspelningen av serien började i mars 2023 och bygger på Magnus Montelius spänningsroman Åtta månader från 2019. Den är producerad av Erik Magnusson för Anagram Sverige, i samproduktion med bland andra TV4 Media och Film i Väst.

## Handling
Serien kretsar kring subversioner riktade mot Sverige där Ryssland är avsändare där även agerandet vid Utrikesdepartementet spelar en viktig roll.

## Rollista
| Josefin Neldén            | – Nina Wedén                           |
| Anna Sise                 | – Maxie Boije                          |
| August Wittgenstein       | – Jacob Weiss                          |
| Krista Kosonen            | – Sara                                 |
| Sissela Kyle              | – Agneta Lindgren                      |
| Eric Godon                | – Sasja                                |
| Tomas von Brömssen        | – Karl-Anders Persson                  |
| Astrid Drettner           | – Emma Köhler                          |
| Oskar Laring              | – Didrik 'Dicke' Mörner                |
| Rebecka Paco              | – Siri                                 |
| Oskar Thunberg            | – Johan Lagerman                       |
| Magnus Montelius          | – Magnus                               |
| Jonas Karlsson            | – Mårten Berg                          |
| Emma Peters               | – Sofi Dahl                            |
| Lotta Tejle               | – Eleine                               |
| Johan Widerberg           | – Erik Nisser                          |
| Ylva Gallon               | – Helena Jonsson                       |
| Kjell Wilhelmsen          | – Björn 'Bongo' Bergwall               |
| Miran Kader               | – Zarif Rakhimovs                      |
| Emil Brulin               | – Peter Schönstedt                     |
| Peter Lindgren            | – sig själv                            |
| Maja Kin                  | – Karin Svensson                       |
| Pamela Cortes Bruna       | – Maxies advokat                       |
| Lars Melin                | – Frippe                               |
| Anna Harling              | – Frippes advokat                      |
| Alizée Gaie               | – Tanja                                |
| Lucas Van den Eynde       | – Julien Verbeke                       |
| Moa Malan                 | – Felicia                              |
| Johan Kylén               | – Rothman                              |
| Jesper Söderblom          | – Åke Kjellman                         |
| Luzia Catomeris Medina    | – Ella                                 |
| Sandra Stojiljkovic       | – Sandra Bonnevier                     |
| Andreas T. Olsson         | – Johannes Wallner                     |
| Lars Väringer             | – Viceamiral Hagberg                   |
| Lisa Lindgren             | – Mustchef                             |
| Gregory Bromfield         | – CIA hanterare                        |
| Staffan Kihlbom Thor      | – Fyllo                                |
| Johan Eriksson            | – polisen Johan                        |
| Kim Lantz                 | – hyresvärden Tanto                    |
| Carine Frisque            | – Camille                              |
| Brigitte Dedry            | – Jacobs sekreterare                   |
| Nikolaj Giljov            | – Anatoly Volkov                       |
| Sonja Richter             | – Trine                                |
| Cedomir Glisovic          | – ryska ambassadören                   |
| Anna Persson              | – medarbetare näringslivsdepartamentet |
| Martin Nick Alexandersson | – låssmed                              |
| Georges Siatidis          | – Philip Laurent                       |
| Yassine Fadel             | – Frans                                |
| Timo Nieminen             | – Siris rektor                         |
| Goran Aliskanovic         | – Entré Operan                         |
| Göran Thorell             | – Göran Lindgren                       |
| Nemanja Stojanovic        | – Säpoman                              |
| Ronnie Commissaris        | – Julien Verbeke                       |
| Sebastian Morad Adegren   | – Trines redaktör                      |
| Anders Tolergård          | – Jensen                               |
| Archana Khanna            | – handläggare Sida                     |
| Benjamin Moliner          | – näringslivsminister Elmèn            |
| Christoffer Wallin        | – Erik Johansson                       |
| Helena Gatzioura          | – rektor                               |
| Ingvar Örner              | – LO-Pamp                              |
| Jeanne Ledoux             | – flygvärdinna                         |